# Dendrobium grande
Dendrobium grande är en orkidéart som beskrevs av Joseph Dalton Hooker. Dendrobium grande ingår i släktet Dendrobium, och familjen orkidéer. Inga underarter finns listade i Catalogue of Life.